# Thomas Ewing Sherman
Ne doit pas être confondu avec Thomas Ewing (homme politique australien).
Fr. Thomas Ewing Sherman, S.J. (12 octobre 1856 – 29 avril 1933) est un avocat, éducateur et prêtre catholique américain, membre de la Compagnie de Jésus.
Il était le quatrième enfant et le deuxième fils du général de l'Armée de l'Union William Tecumseh Sherman et de Ellen Ewing Sherman, son épouse.